# Berkleasmium zhejiangensis
Berkleasmium zhejiangensis är en svampart som beskrevs av Wongsawas, H.K. Wang, K.D. Hyde & F.C. Lin 2009. Berkleasmium zhejiangensis ingår i släktet Berkleasmium, ordningen Pleosporales, klassen Dothideomycetes, divisionen sporsäcksvampar och riket svampar.   Inga underarter finns listade i Catalogue of Life.